# Meixner János
Meixner János (Kolozsvár, 1823. – Budapest, 1895. augusztus 15.) orvos. Az erdélyi országgyűlésen megjelent pesti egyetemi ifjúsági küldöttség egyik tagja volt.

## Életpályája
1848-ban a pesti egyetemen orvosdoktori diplomát szerzett. Eleinte mint gyakorló orvos dolgozott Budapesten. A márciusi ifjak egyike volt. Az 1848–49-es forradalom és szabadságharcban mint honvédfőorvos vett részt. 1850-ben Nagykárolyba költözött. 1850–1867 között Nagykárolyban gyakorló orvos volt. 1867-ben Budapestre jött; itt is gyakorló orvosként dolgozott.

## Családja
Felesége, Koszgleba Erzsébet (1829–1908) volt. Két fiuk született: Károly (1854–1895) építész és Emil (1851–1932).

## Művei
- Az idült tüdősorvadás és gümőkór éghajlati gyógytanához (Budapest)